# 德昂自治區
德昂自治區（[pəlàʊɴkòbàɪɴʔoʊʔtɕʰoʊʔkʰwɪ̰ɴja̰dèθa̰]），是缅甸掸邦的一个自治区，由德昂族人自行管理，首府位于南散。
德昂自治區是由《2008年宪法》设立的独立管理单位，2010年8月20日通过法令公布其正式名称。
2023年12月，在1027行動中，南散和曼通均被德昂民族解放軍佔領，德昂自治區現已被德昂民族解放軍控制。

## 行政区划
德昂自治區由掸邦的两个原属于皎梅县的镇区组成：
- 曼通镇区
- 南散镇区